# Болгария на зимних Олимпийских играх 1976
Болгария принимала участие в Зимних Олимпийских играх 1976 года в Инсбруке (Австрия) в девятый раз за свою историю, но не завоевала ни одной медали.

## Заявка

### Биатлон
- Илия Тодоров
- Христо Маджаров

### Горнолыжный спорт
- Георгий Кочов
- Иван Пенев
- Владимир Дражев
- Петар Попангелов
- Сашко Диков

### Лыжные гонки
- Христо Барзанов
- Петар Панков
- Любомир Тосков
- Иван Лебанов

### Хоккей с шайбой
- Петр Радев (вратарь)
- Атанас Илиев (вратарь)
- Иван Марковский
- Николай Петров
- Димо Крыстинов
- Димитри Лазаров
- Иван Пенелов
- Георгий Илиев
- Ивайло Калев
- Любомир Любомиров
- Илия Бочваров
- Божидар Минчев
- Милчо Ненов
- Иван Атанасов
- Кирил Герасимов
- Марин Бочваров
- Малин Атанасов
- Николай Михайлов